# C/1996 R3 Lagerkvist
C/1996 R3 (Lagerkvist) è una cometa non periodica. Unica sua particolarità è di avere una piccola MOID col pianeta Nettuno.